# Hybe
Hybe (Hongaars: Hibbe) is een Slowaakse gemeente in de regio Žilina, en maakt deel uit van het district Liptovský Mikuláš.
Hybe telt 1.579 inwoners.

## Geboren
- Bertalan Lányi (1851-1921), Hongaars minister

## Galerie

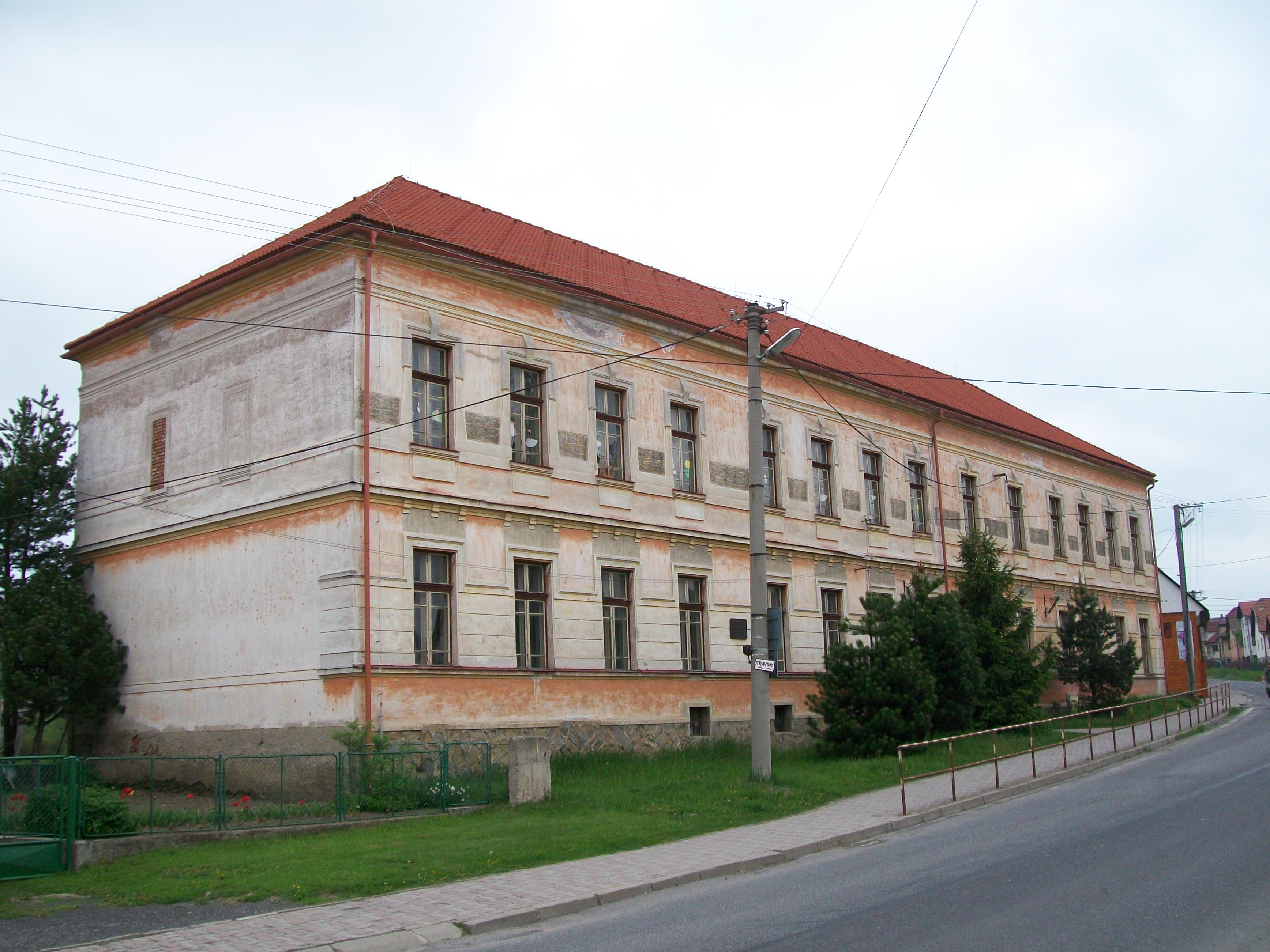
Centrum Quo vadis
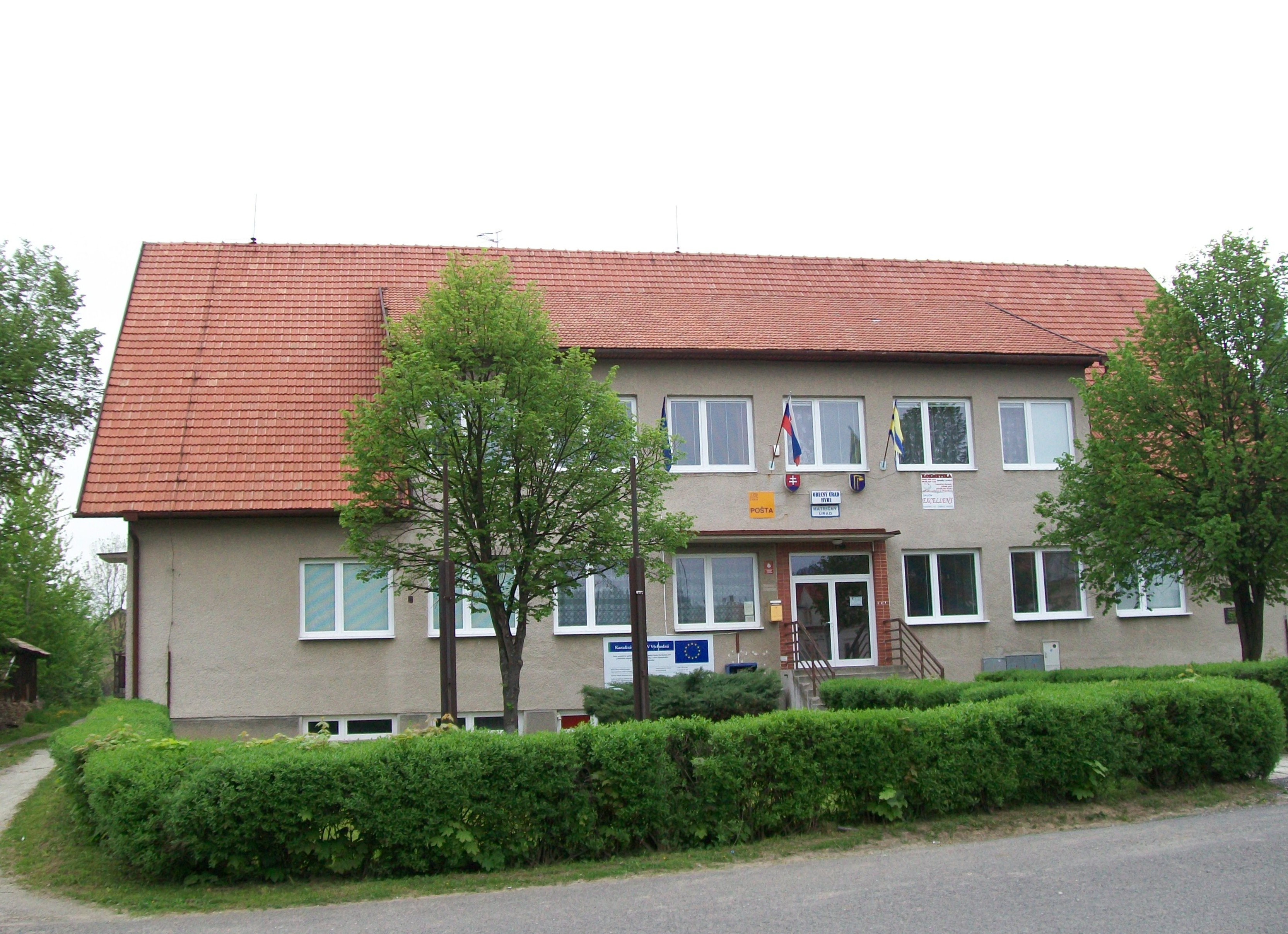
Gemeente kantoor
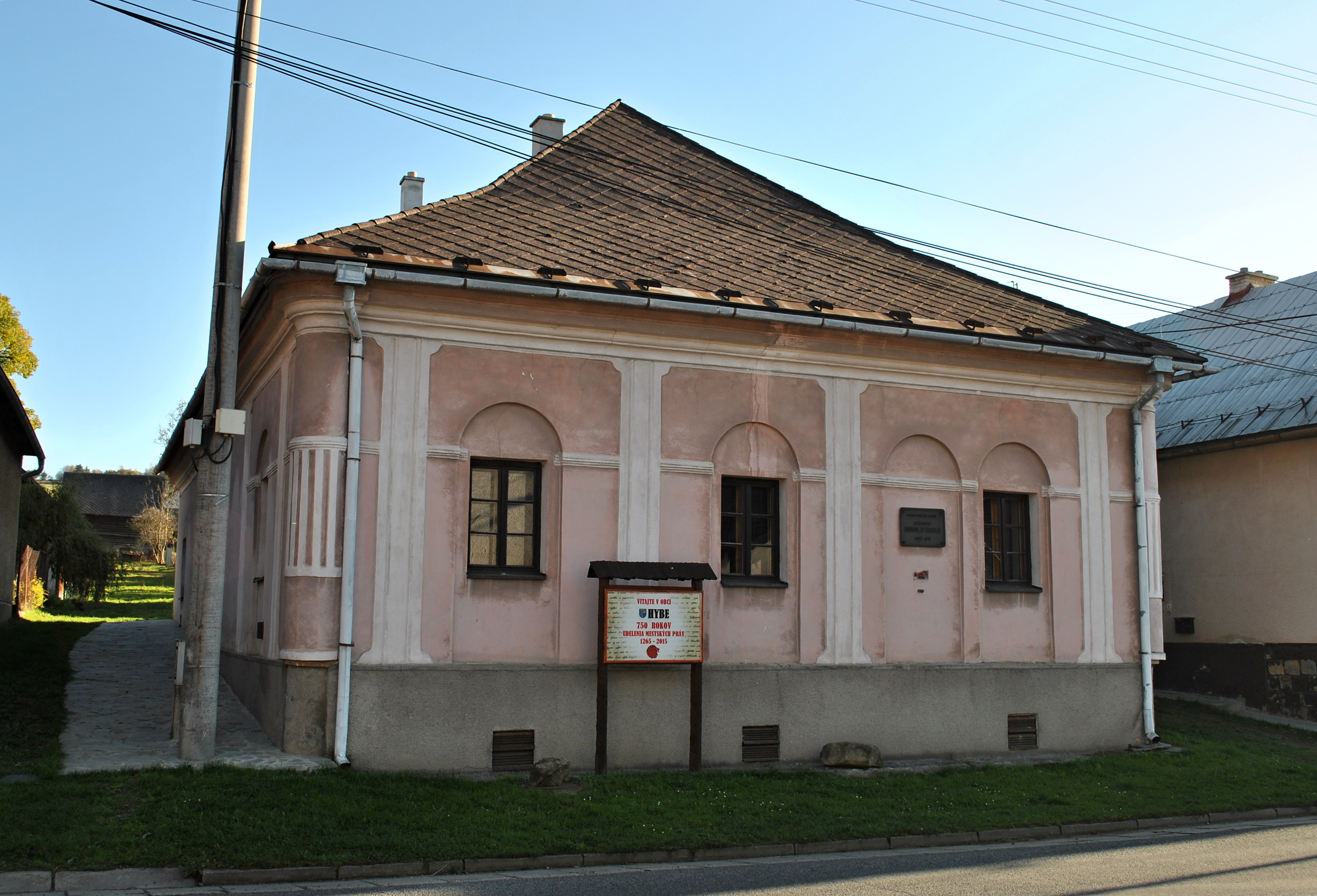
Geheugenhuis van D. Chrobák
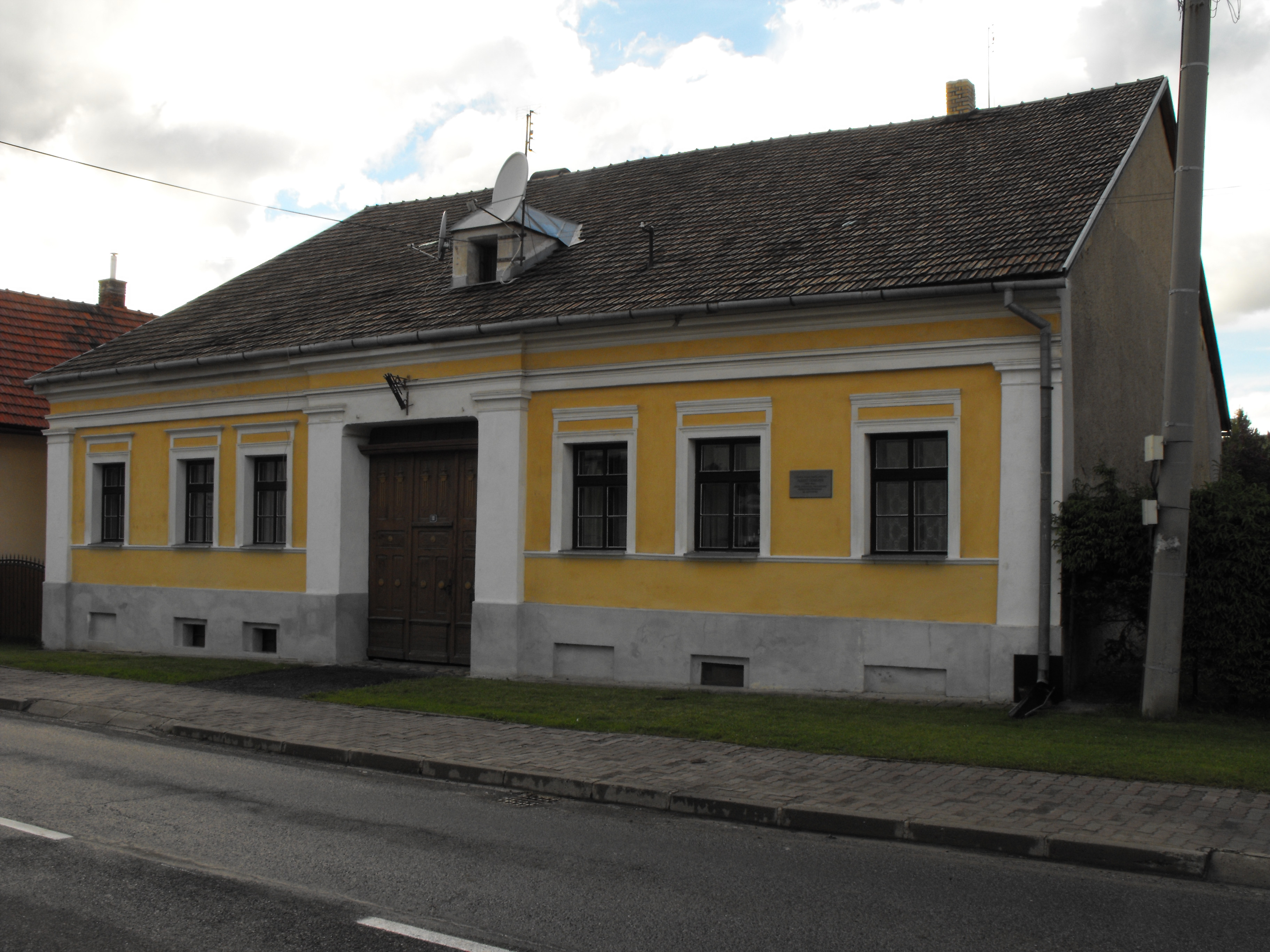
Huis van Albert Škarvan
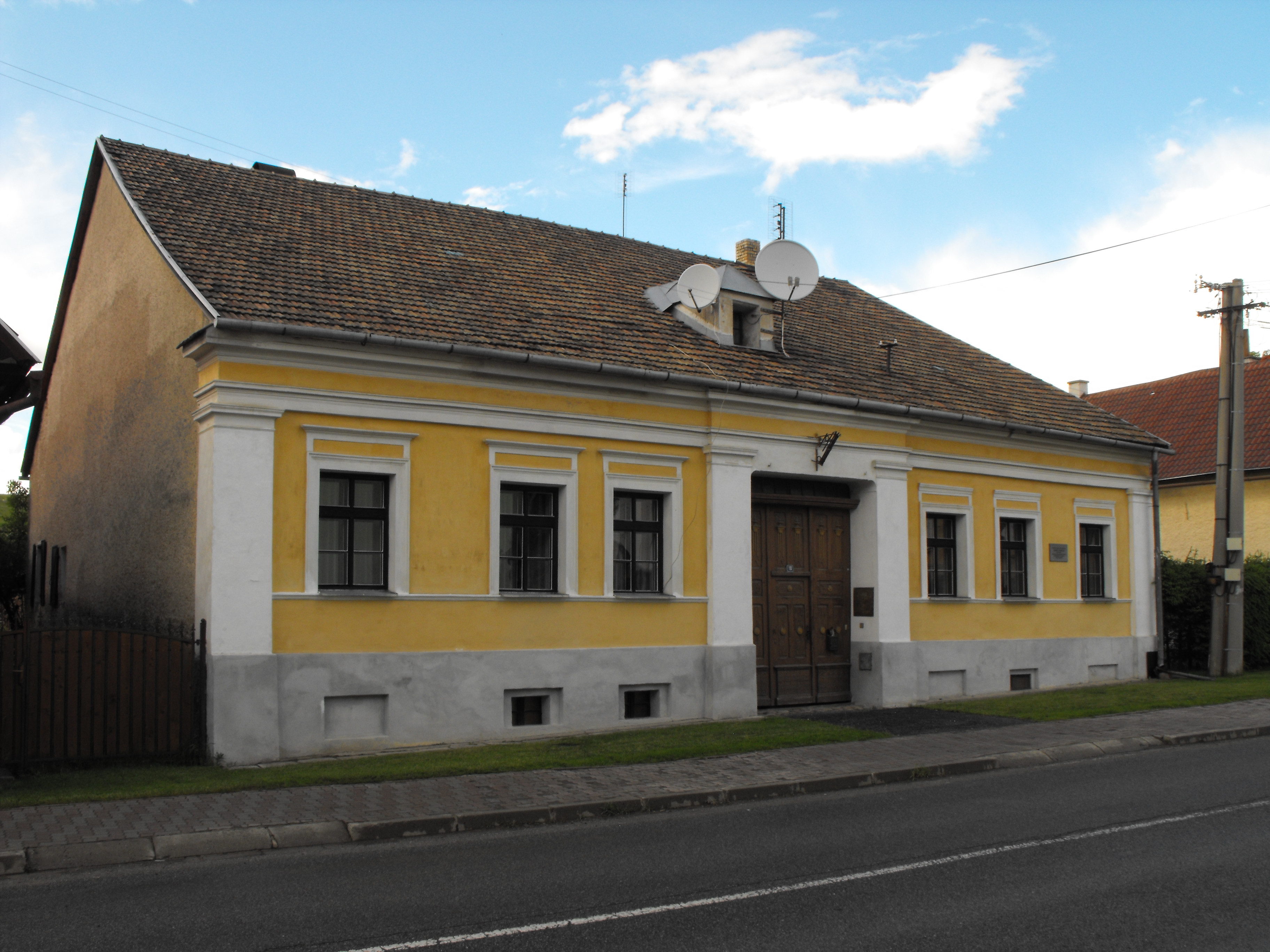
Huis van Albert Škarvan
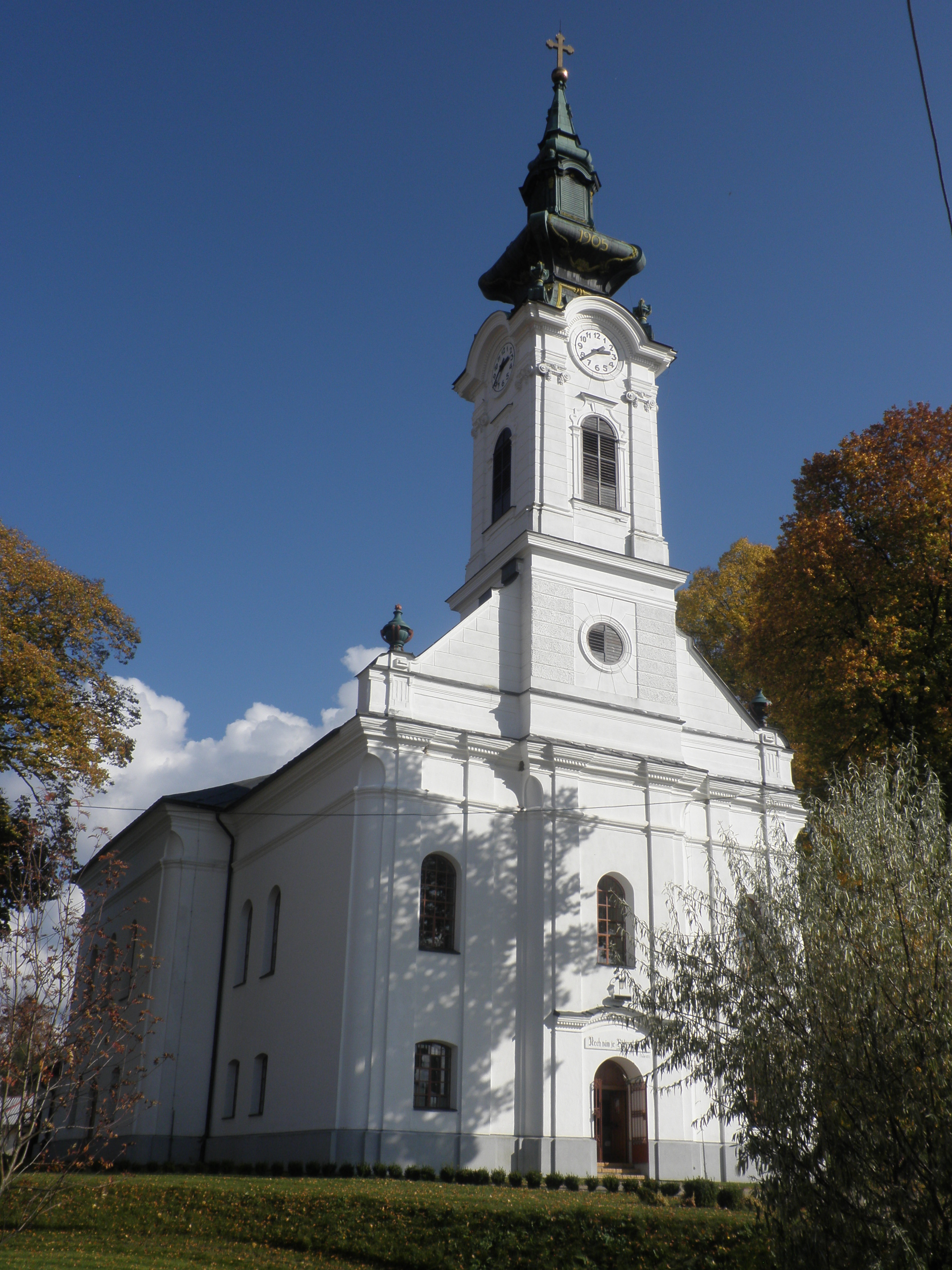
Evangelische kerk
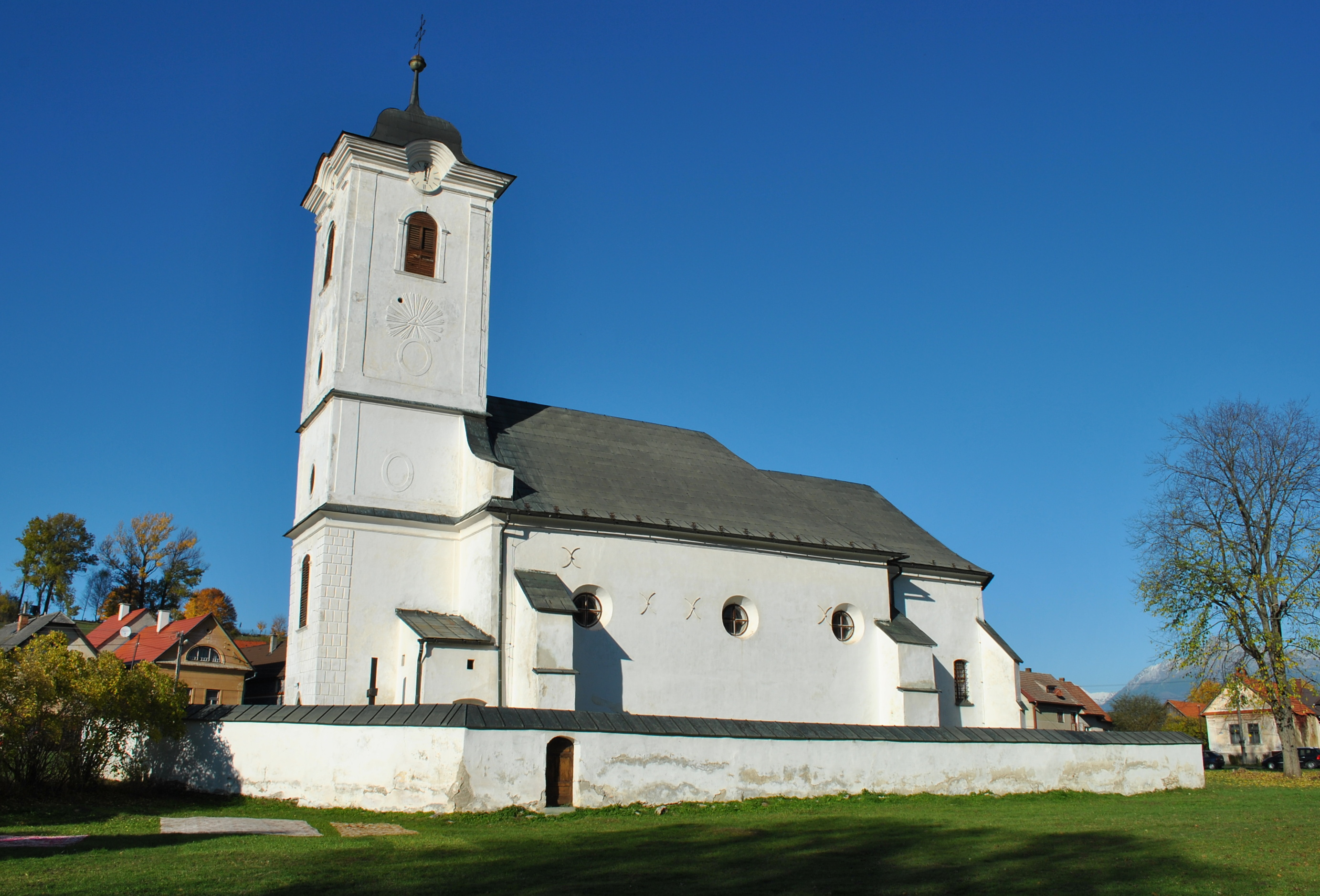
Rome katholieke kerk van alle heiligen

### Geheugenplaten

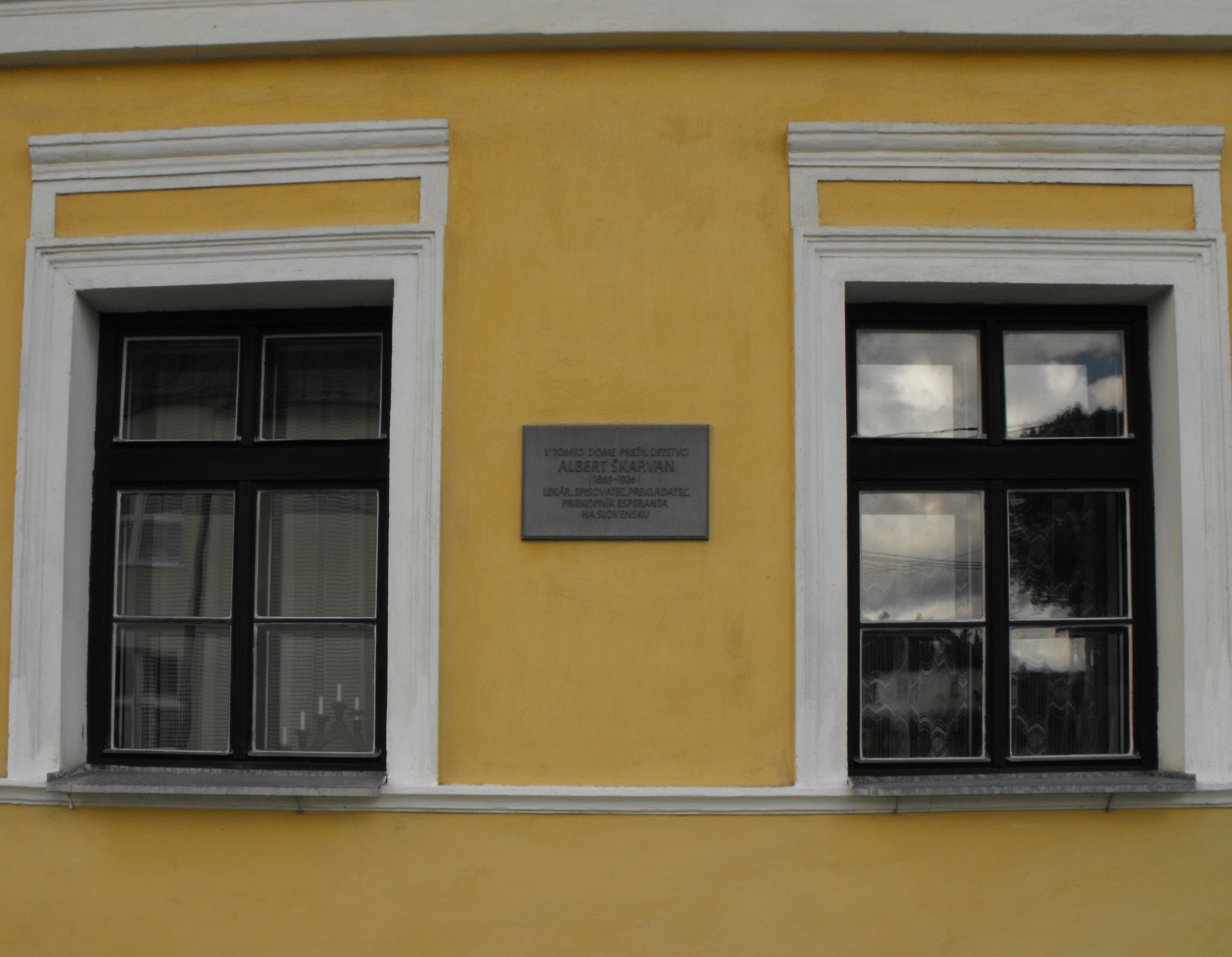
Albert Škarvan
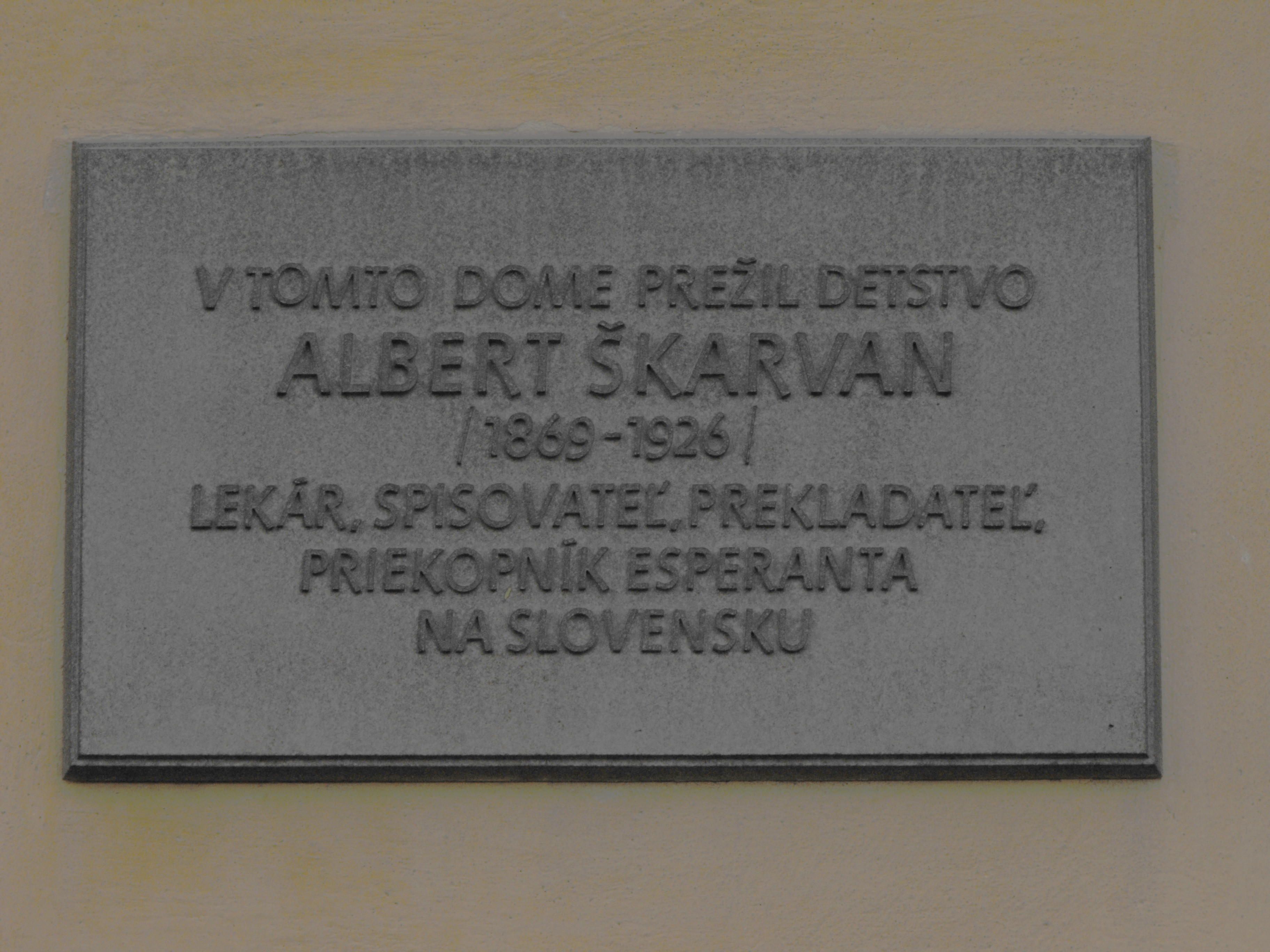
Albert Škarvan
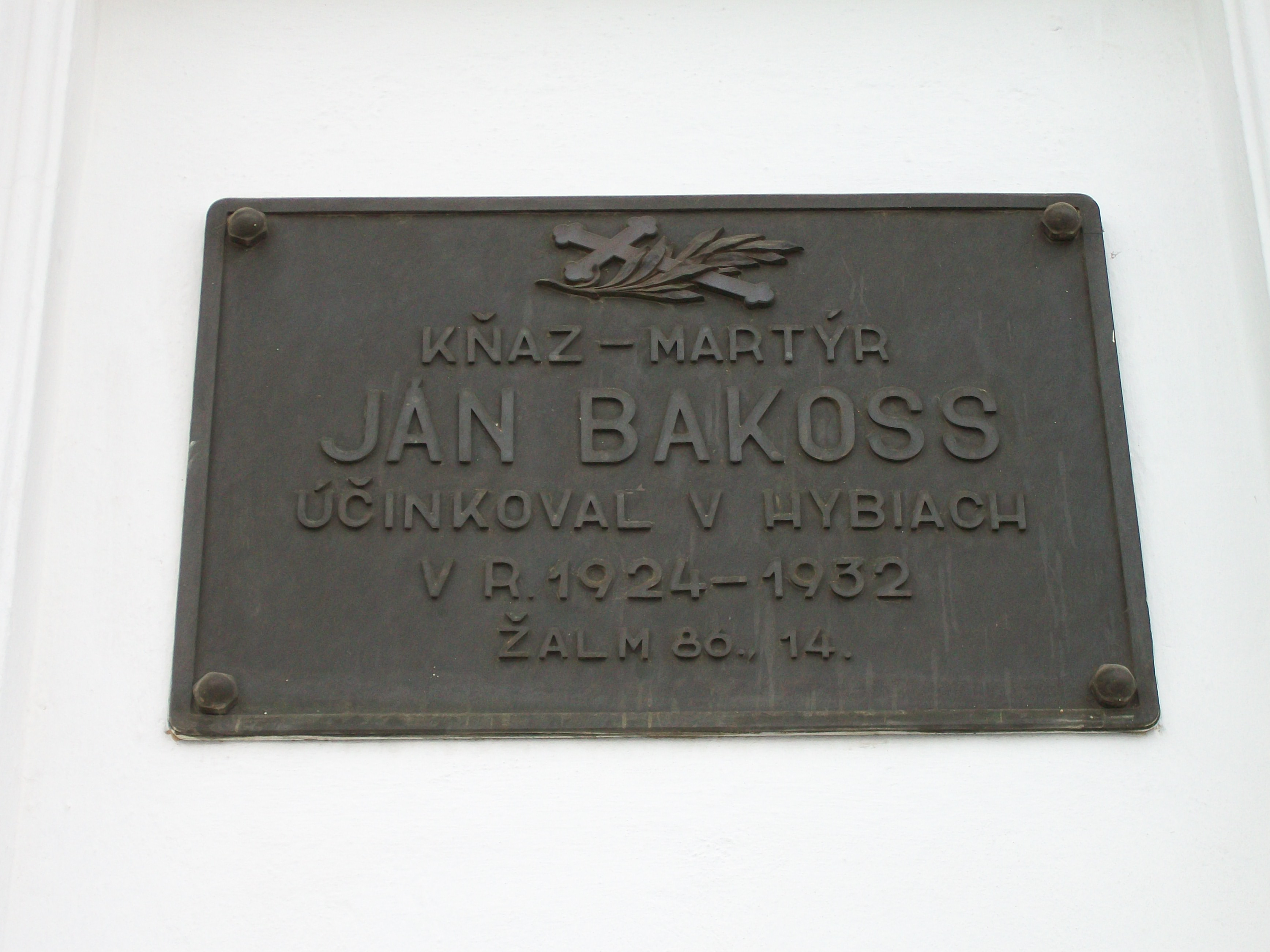
Ján Bakoss
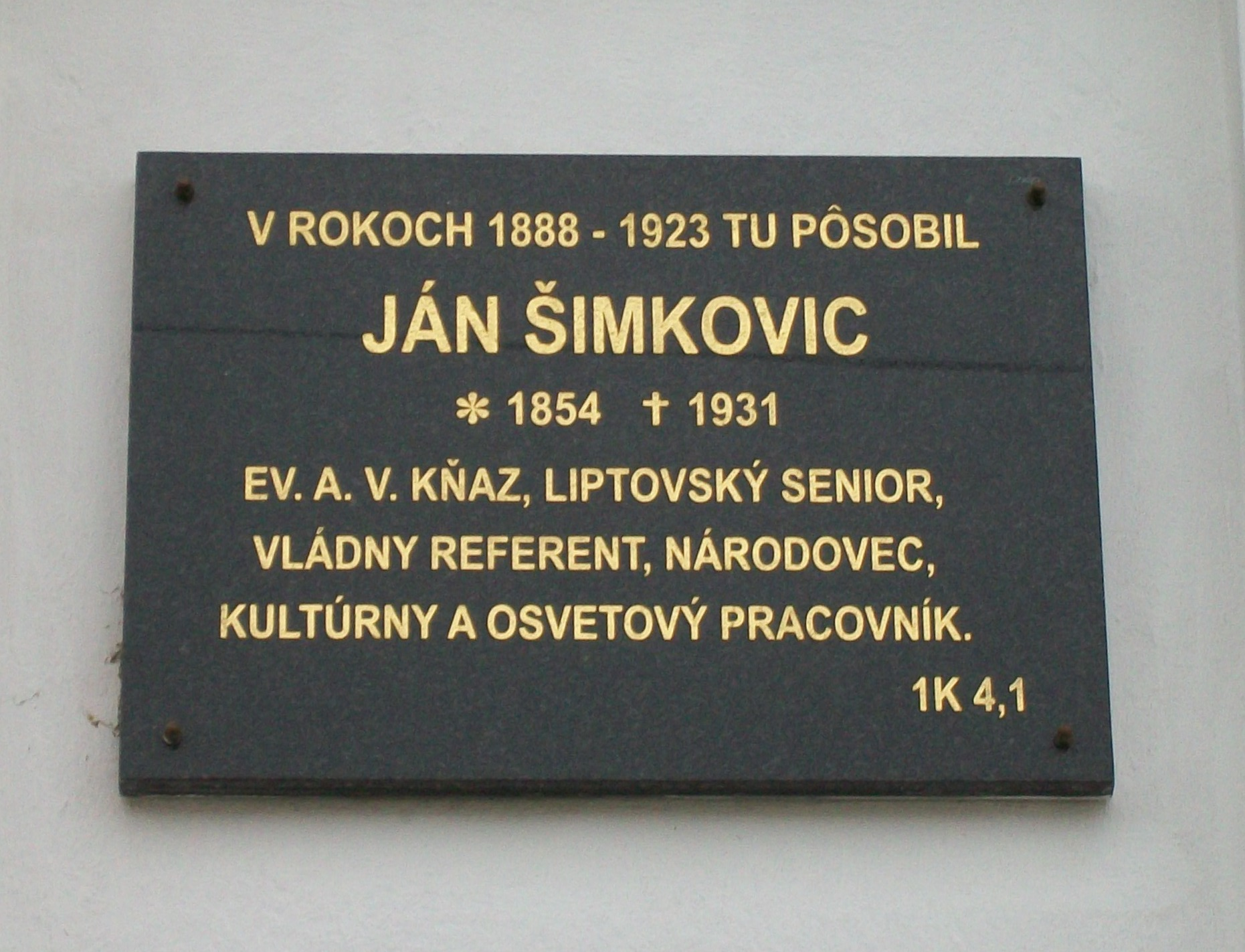
Ján Šimkovic
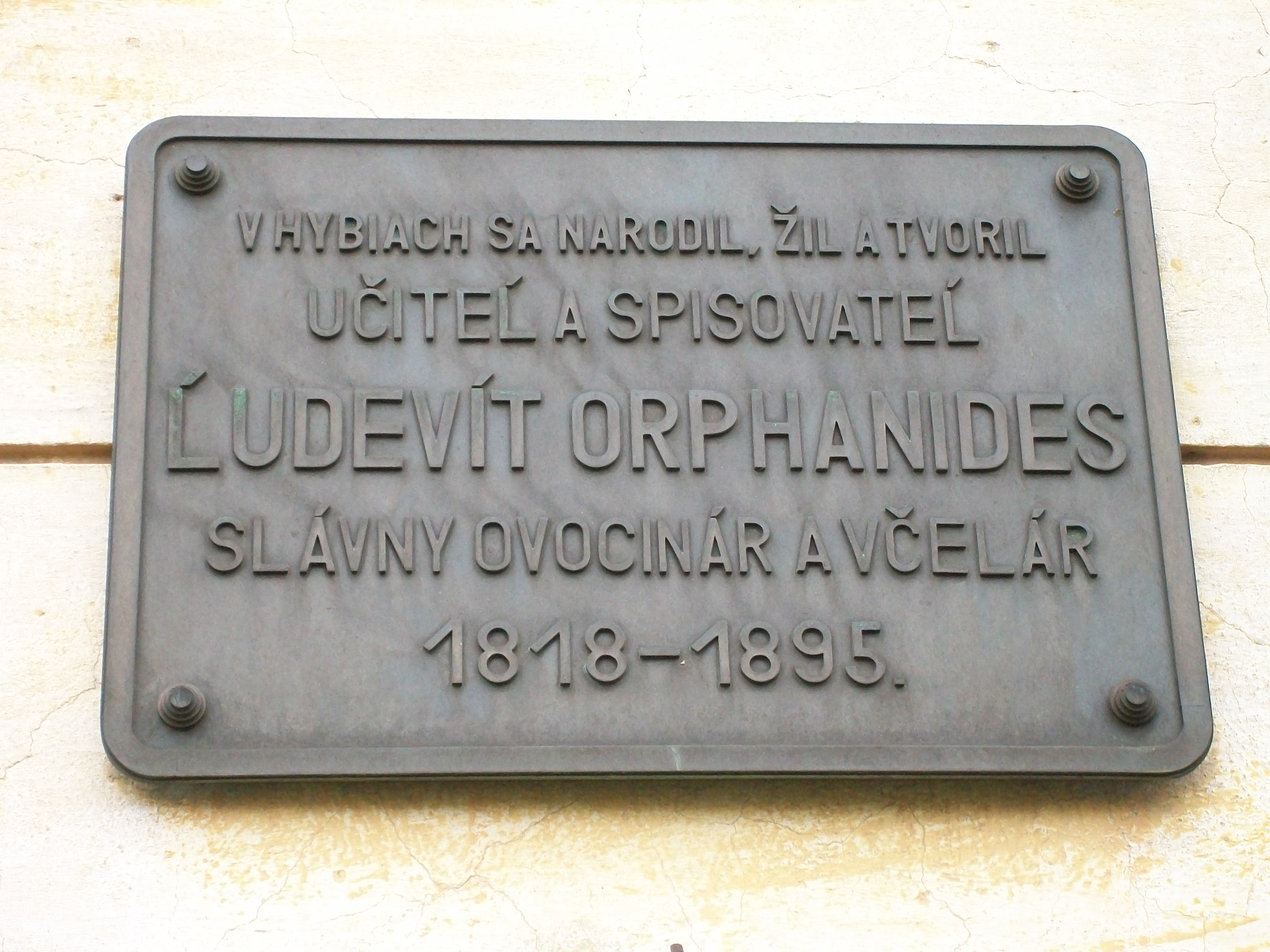
Ľudevít Orphanides